# Lacul Koronia
Koronia (greacă Λίμνη Κορώνεια, cunoscut sub denumirile alternative de Lagada greacă  Λίμνη Λαγκαδά, Sfântul Vasile  - Aghios Vasilios greacă Λίμνη Αγίου Βασιλείου) este un lac situat în partea de nord a Greciei, în regiunea Macedonia Centrală, la o distanță de 12 km est de Salonic.  Are o suprafață totală de 48 km 2. Adâncimea maximă a lacului este de 9,5 m. În trecutul geologic, lacul Koronia constituia o unitate alături de lacul Volvi. Lacul este situat pe teritoriul comunelor Koronia, Langadas și Egnatia. La sud de lac trece șoseaua națională 2, în timp ce la nord de lac trece autostrada A2, cunoscută sub numele de Egnatia Odos. Alături de lacul Volvi, Koronia este inclusă într-o Zonă umedă de importanță internațională din anul 1975..